# 埃氏墨頭魚
埃氏墨頭魚（学名：Garra ethelwynnae）为輻鰭魚綱鯉形目鲤科墨头鱼属的其中一種，該物種於1958年由Ambat Gopalan Kutty Menon描述，分布於非洲厄利垂亞Salamona省，體長可達2.8公分。